# ویتیزنا
ویتیزنا (به چکی: Vítězná) یک منطقهٔ مسکونی در جمهوری چک است که در شهرستان تروتنوف واقع شده‌است.